# Зель, Адольф
Адольф Зель (нем. Adolf Seel; 1 марта 1829, Висбаден — 14 февраля 1907, Дилленбург) — немецкий живописец перспективных видов.

## Биография

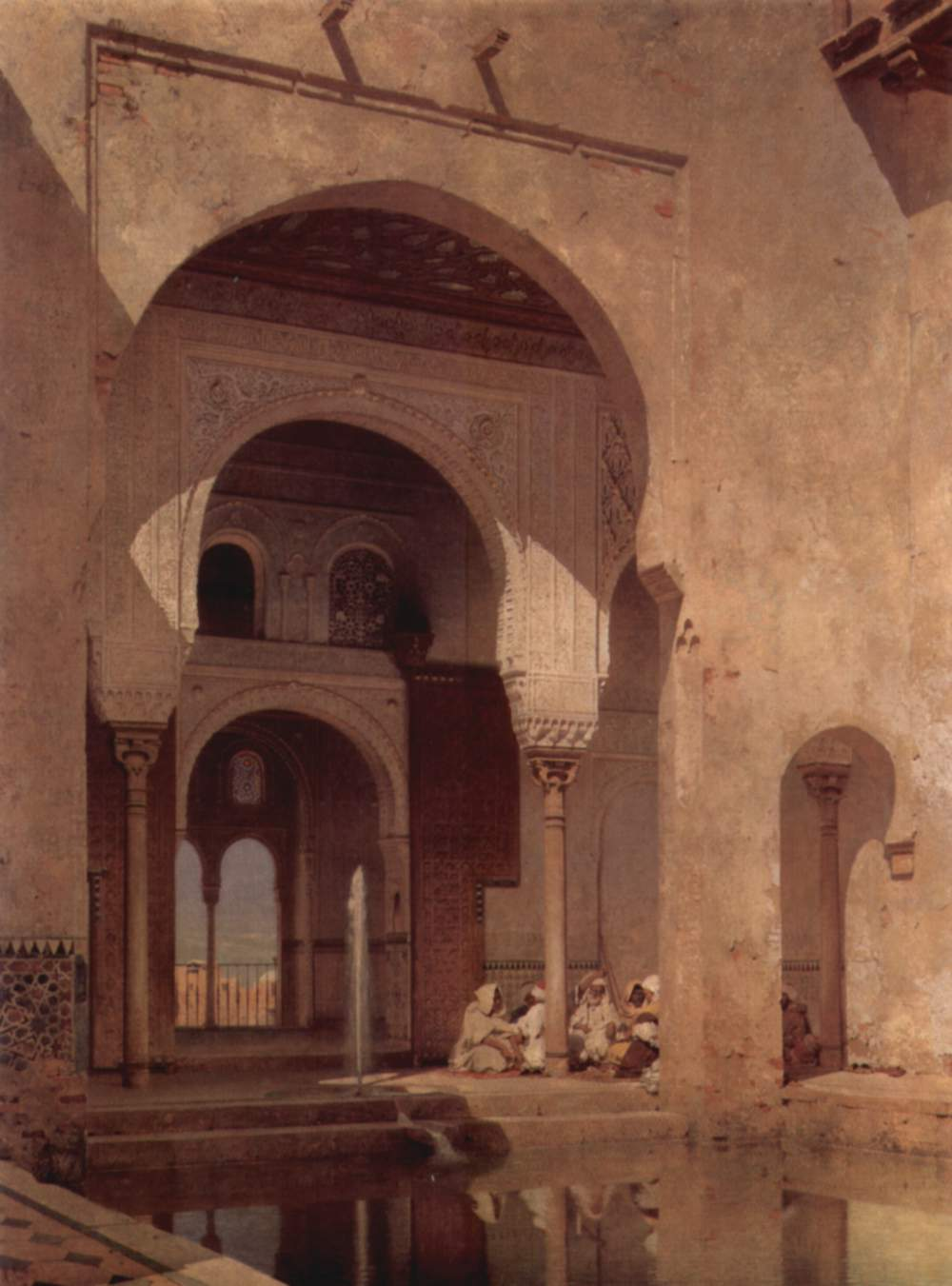
Альгамбра

Посещал классы дюссельдорфской академии, совершенствовался после этого в Париже и в Италии. Совершил в 1870—1871 годах поездку в Испанию, Португалию и на северный берег Африки, а в 1873—1874 годах путешествовал на Восток, повсюду делая этюды. Произведения этого художника, в особенности картины арабских и мавританских зданий, отличаются прекрасным выбором точек зрения, строго выдержанной перспективой, верным освещением и силой красок; интерес их, в большинстве случаев, увеличивается живописными удачно придуманными и отлично написанными фигурами.
Важнейшие из этих произведений — «Внутренний вид византийской церкви» (1862), «Мотив из собора Святого Марка, в Венеции», «Крестильница», в том же соборе, «Львиный двор в Альгамбре», «Арабский двор в Каире» (1876, в Берлинской национальной галерее), «Круговой обход хора в Гальберштадтском соборе» (самая лучшая из работ художника) и «Египетский гарем» (также особенно удачная его работа).